# La Tour (Alvernia-Rodano-Alpi)
La Tour è un comune francese di 1 233 abitanti situato nel dipartimento dell'Alta Savoia nella regione dell'Alvernia-Rodano-Alpi.

## Società

### Evoluzione demografica
Abitanti censiti